# یوهان آلبرشتس‌برگر
یوهان گئورگ آلبرشتس‌برگر (به آلمانی: Johann Georg Albrechtsberger) (زادهٔ ۳ فوریهٔ ۱۷۳۶ – درگذشتهٔ ۷ مارس ۱۸۰۹) موسیقی‌دان، آهنگ‌ساز و نظریه‌پرداز موسیقی اهل اتریش بود.

## زندگی
یوهان گئورگ آلبرشتس‌برگر در ۳ فوریهٔ ۱۷۳۶ به دنیا آمد. او آهنگ‌سازی پرکار بود و قطعه‌هایی برای سازهای شستی‌دار، آثار کلیسایی با اوراتوریوهای زیبا، و انواع دیگر آثار خلق کرد، ازجمله کنسرتوی عجیبی برای هارپ یهودی. به سبب مهارتش در کنترپوان، خیلی‌ها مشتاق شاگردی‌اش بودند. یکی از شاگردانش بتهوون بود که فوگ‌های بعدی‌اش بازتاب حس و حال آلبرشتس‌برگر در این فرم بود. گفتنی‌ست که بسیاری از موسیقی‌دانان، ازجمله موتسارت، او را از بهترین ارگ‌نوازان جهان می‌دانستند.
آلبرشتس‌برگر در ۷ مارس ۱۸۰۹ در ۷۳سالگی درگذشت.

## چکیده
- ۱۷۷۲ - ارگ‌نواز دربار وین
- ۱۷۹۰ - انتشار کتاب معروفی به نام مبانی آهنگ‌سازی
- ۱۷۹۳ - کاپلمایستر کلیسای اشتفان وین.
- ۱۷۹۴ - تدریس موسیقی به بتهوون.